# Селянська війна в Німеччині
Селянська війна в Німеччині (нерідко називається просто «Селянська війна», нім. der Deutsche Bauernkrieg) — народне повстання в центральній Європі, передусім, на території Священної Римської імперії у 1524—1526 рр.
Як і війни, що передували цій: Рух черевика й Гуситські війни, селянська війна складалась із масових заворушень економічного та релігійного характеру, рушійну силу яких складали селяни, містяни й дворяни. Загальної програми у цих виступів не було.
Конфлікт, що проходив в основному в південних, західних та центральних областях сучасної Німеччини, також зачепив сусідні Австрію та Швейцарію, досягнув апогею навесні-влітку 1525 року, коли в подіях брали участь близько 300 тис. селян-повстанців. За сучасними оцінками, кількість загиблих склала близько 100 тис.

## Причини повстання
Посилення поборів з селян, розширення «панських» прав над сільським населенням, несприятливі зміни у загальних соціальних умовах селянського побуту, що стались наприкінці XV й початку XVI століття, хвилювання, спричинене Реформацією, — такими були головні причини Селянської війни. Вимоги селян яскраво видно у різних програмах, що з'являлись у ті часи у великій кількості — особливо у так званих «дванадцяти статтях» й у гейльброннському проєкті. «Дванадцять статей», що побачили світ 1524 року під заголовком «Основні й істині головні статті, в яких вважають себе ображеними всі поселяни та сільські працівники духовних і мирських начальств», були ніби селянським маніфестом, що об'єднував вимоги величезної більшості. Вимоги ці були помірними й справедливими і базувались єдине на святому Письмі. Зовсім не зачіпаючи питань громадського устрою, «статті» домагались лише свободи євангелічної проповіді, скасування кріпацтва, усунення найбільш тяжких феодальних повинностей та знищення привілеїв, що пригнічували масу народу. Гейльброннський проєкт складений був комісією з депутатів від інсургентів, під сильним впливом Венделя Гіплера та Фрідріха Вейнганда.
Головна думка цього проєкту — звільнення селян з-під влади дворян, з винагородою останніх з церковного майна, і реформа судів, на підставі виборчого й загальностанового начал. Згідно з цими основними вимогами й увесь селянський рух розбивається на три головних місцевих рухи:
- на південному заході Німеччини, звідки вийшла програма «дванадцяти статей», вождем повстання був Ганс Мюллер із Бульгенбаха;
- другий район, де найрозповсюдженішою була гейльброннська програма, охоплював Франконію від Ротенбурга й Бенсгайма до Вюрцбурга й Таубера: тут повстанням керували Метцлер і лицар Гец фон-Берліхінген;
- далі на північ, до Тюрингії та Саксонії, у селянському повстанні надважливу роль відігравали анабаптистські прагнення, а головним діячем був Томас Мюнцер.

## Хід війни
Влітку 1524 року почались повстання на верхньому Рейні; потім, потроху розповсюджуючись, вони у 1525 році охопили собою всю Німеччину, за винятком північної її частини, причому образ дій селян ставав все рішучішим внаслідок того опору, що вони зустріли, й посилення анабаптистських проповідей. Нарешті, розпочався справжній терор, що мав на меті примусити дворян виконати вимоги повстанців, а селища, що залишались у спокої, — долучитись до загального руху.
Грабежі й насилля відштовхнули від селян багатьох з числа тих, хто співчував рухові. Повна розрізненість повсталих селян, вкрай погане озброєння, відсутність звичок до дисципліни та організації, а також нестача досвідчених вождів — все це перешкоджало успіху повстанців, особливо після того, як євангелічні та католицькі володарі об'єднались для придушення заколоту.
Курфюрст саксонський Іоанн Твердий в союзі з Філіпом Гессенським, саксонськими герцогами Георгом та Генріхом, графом Альбрехтом Мансфельдським та іншими князями завдав під Франкенгаузеном рішучої поразки селянам. Мюнцер був узятий у полон і страчений. Та сама доля спіткала й очільників інших селянських банд в центральній Німеччині, розбитих та розсіяних союзними князями.
Винищенням поселян при Цаберні й Шейвейлері завершився селянський рух в Ельзасі. У Вюртемберзі й Франконії головнокомандувач армії Швабського союзу, Трухзес фон Вальдбург, разом із курфюрстом пфальцьким, після кількох битв (під Бедлінгеном, Неккаргартахом, Кенігсгофеном та Інгольштадтом) цілком придушив повстання. Примирення селян усюди було проведено з величезною жорстокістю.
Дещо довше тримались селяни у південній Швабії, архієпископстві Зальцбурзькому й Тіролі: в останніх двох областях правителі змушені були навіть піти на деякі поступки.

## Наслідки
Взагалі, селянська війна погіршила становище селян, оскільки озлоблене дворянство з особливою старанністю стало накладати на селян побори та повинності. Спустошення цілих областей, розпад частин нації, що зростав, послаблення реформаційних прагнень, придушення політичного життя, взаємна недовіра народу й уряду — такими були невтішні результати руху.